# Lund (Norwegen)
Lund ist eine Kommune im norwegischen Fylke Rogaland. Die Kommune hat 3259 Einwohner (Stand: 1. Januar 2025). Verwaltungssitz ist die Ortschaft Moi.

## Geografie

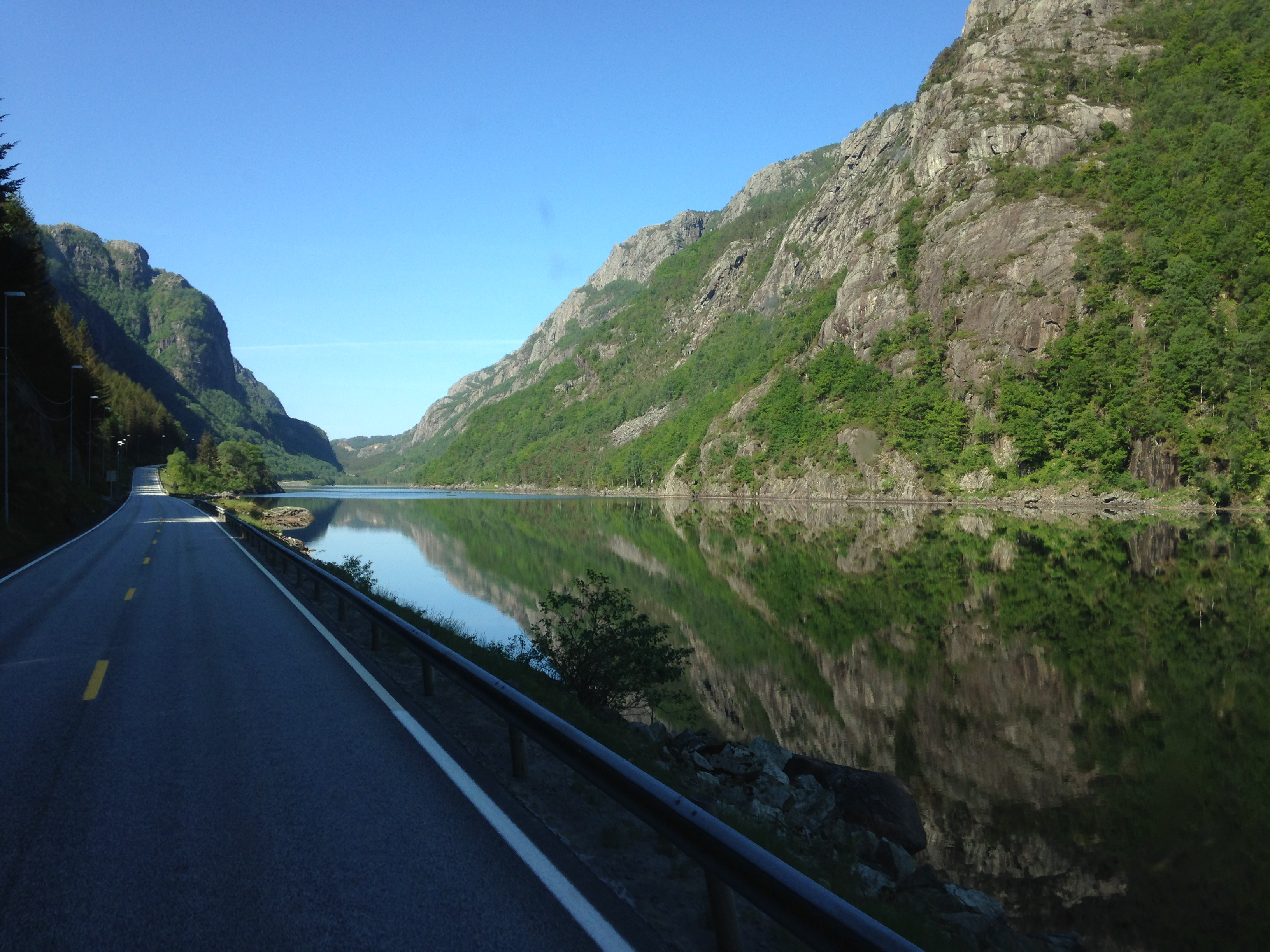
Blick auf die Landschaft in Lund

Lund liegt in der Landschaft Dalane im Südosten Rogalands an der Grenze zum Fylke Agder. Die Gemeinde grenzt an Sirdal im Nordosten, an Flekkefjord im Osten, an Sokndal im Süden sowie an Eigersund im Westen und Norden. Die Grenze zu Sirdal und Flekkefjord stellt zugleich die Grenze zwischen Rogaland und Agder dar. Im Südosten von Lund liegt der westliche Teil des Sees Lundevatnet in der Kommune. Mit einer Tiefe von über 300 Metern gehört er zu den tiefsten Seen des Landes. Am Nordufer des Sees liegt die Ortschaft Moi, etwas weiter nördlich liegt der See Hovsvatnet. In das Hovsvatnet mündet im Norden der Fluss Storåna und im Süden des Sees fließt der Fluss Moisåna Richtung Lundevatnet in den Süden ab.
Nördlich und westlich an das Lundsvatnet schließend sich ein Bergheidegebiet mit mehreren Tälern dazwischen an. Das Tal Drangsdalen etwa führt von Westen auf das Hovsvatnet zu. Die Erhebung Lindtjørnsknuten auf der Nordostgrenze stellt mit einer Höhe von 730,9 moh. den höchsten Punkt der Kommune Lund dar.

## Einwohner
Ein großer Teil der Einwohner lebt in der Ortschaft Moi sowie im Tal der Storåna nördlich vom Hovsvatnet und den weiteren größeren Tälern. Vom Ende des Zweiten Weltkriegs bis in die 1970er-Jahre ging die Zahl der Einwohner zurück, danach wechselte sie zwischen Stagnation und Wachstum. Moi ist der einzige sogenannte Tettsted, also die einzige Ansiedlung, die für statistische Zwecke als eine städtische Siedlung gewertet wird. Zum 1. Januar 2024 lebten dort 2008 Einwohner.
Die Einwohner der Gemeinde werden Lunddøl genannt. Lund hat wie viele andere Kommunen der Provinz Rogaland weder Nynorsk noch Bokmål als offizielle Sprachform, sondern ist in dieser Frage neutral.
| Jahr          | 1986 | 1990 | 1995 | 2000 | 2005 | 2010 | 2015 | 2020 | 2025 |
| ------------- | ---- | ---- | ---- | ---- | ---- | ---- | ---- | ---- | ---- |
| Einwohnerzahl | 3110 | 3101 | 3072 | 3096 | 3129 | 3139 | 3247 | 3202 | 3259 |

## Geschichte

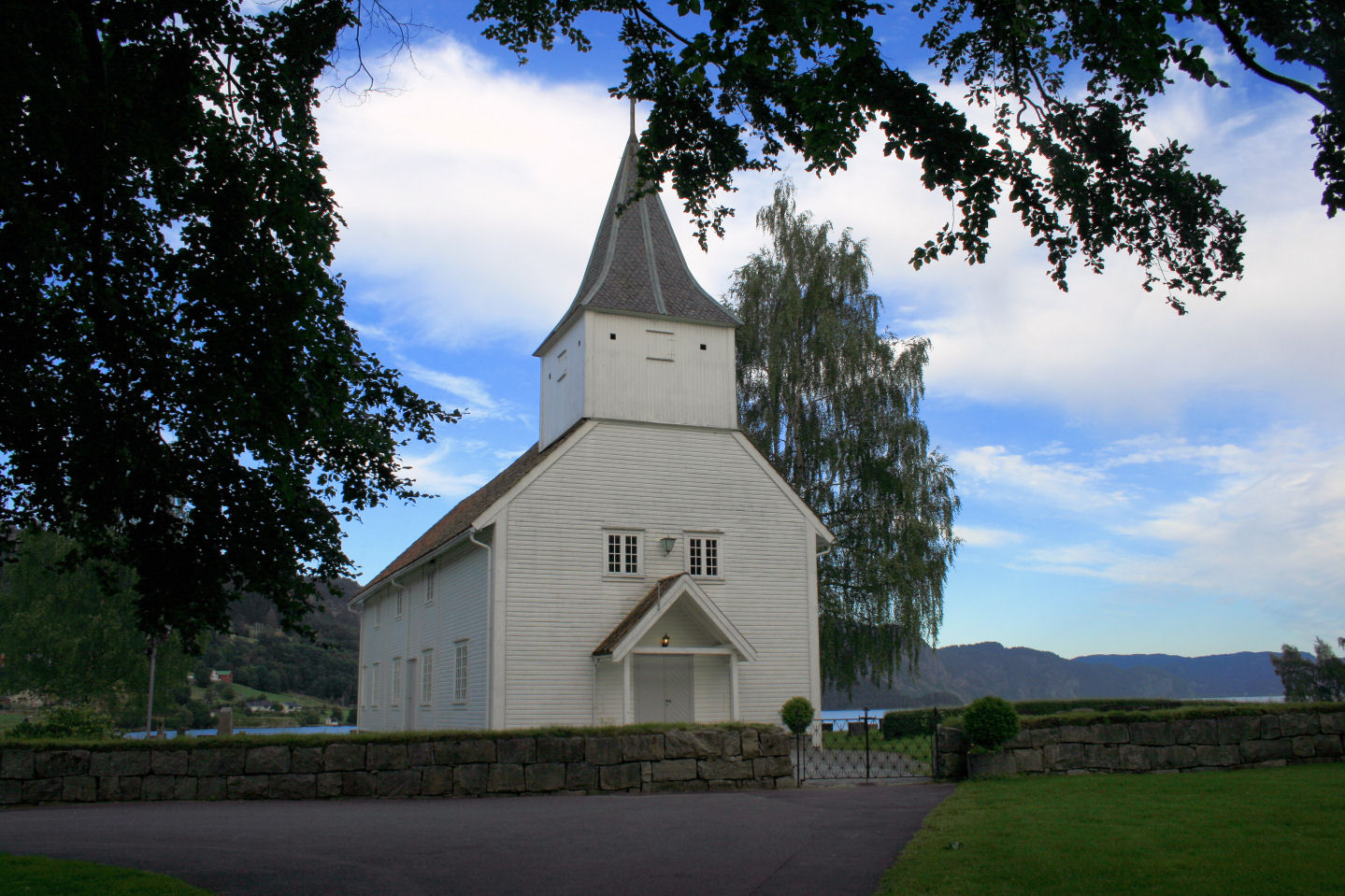
Kirche Lund

Die Kommune Lund entstand im Rahmen der Einführung der lokalen Selbstverwaltung im Jahr 1837. Zum 1. Januar 1965 wurde Lund mit damals 1953 Einwohnern mit einem von 547 Personen bewohnten Gebiet der Kommune Heskestad zusammengelegt.
Die Lund kirke, Moi ist eine Holzkirche aus dem Jahr 1812 in Moi. Ebenfalls in Holz erbaut ist die Heskestad kyrkje aus dem Jahr 1904.

## Wirtschaft und Infrastruktur

### Verkehr
Die Europastraße 39 (E39) führt vom Ostufer des Lundevatnets aus Flekkefjord Richtung Norden in die Kommune Lund. In Lund verläuft sie weiter am Ostufer des Sees Richtung Nordwesten nach Moi. Von dort aus verläuft sie zunächst entlang der Moisåna in den Norden, dann am Westufer des Hovsvatnet entlang und schließlich durch das Tal Drangsdalen in den Westen. Später knickt die E39 in den Norden ab und verlässt die Kommune schließlich in nordwestlicher Richtung nach Eigersund. Im E39-Abschnitt zwischen Moi und dem Hovsvatnet zweigen der Fylkesvei 4258 in den Norden und der Fylkesvei 4242 in den Süden ab. Parallel zur E39 verläuft die Bahnlinie Sørlandsbanen durch die Kommune. Der Bahnhof Moi wurde 1904 eröffnet, als die Bahnverbindung von der Stadt Egersund nach Flekkefjord fertiggestellt wurde.
Durch Lund führt die historische Straßenverbindung Tronåsen. Sie führt über die gleichnamige Erhebung nahe der Grenze zur Kommune Flekkefjord und wurde 1844 nach über 50 Jahren fertiggestellt.

### Wirtschaft
Die Industrie ist für Lund von größerer Bedeutung. Bedeutend ist dabei vor allem die Holzverarbeitung mit dem Türen- und Fensterhersteller NorDan. Im Bereich der Landwirtschaft ist die Haltung von Rindern und Schafen sowie von Hühnern typisch. Im Jahr 2020 arbeiteten von etwa 1520 Arbeitstätigen zirka 1000 in Lund selbst, jeweils über 100 waren in Eigersund und Flekkefjord angestellt.

## Name und Wappen
Das seit 1984 offizielle Wappen der Kommune zeigt drei goldene Eicheln auf grünem Hintergrund. Der Gemeindename leitet sich vom norwegischen Wort lund ab, welches „Hain“, „Gehölz“ oder „kleiner Wald“ bedeutet.

## Persönlichkeiten
- Ole Gabriel Ueland (1799–1870), Bauer und Politiker
- Emil Nikolaisen (* 1977), Musiker und Musikproduzent
- Elvira Nikolaisen (* 1980), Singer-Songwriterin
- Oda Maria Hove Bogstad (* 1996), Fußballtorhüterin